# 三菱地所コミュニティ
三菱地所コミュニティ株式会社（みつびしじしょコミュニティ、英: Mitsubishi Jisho Community Co., Ltd.）は、三菱地所グループのマンション管理会社である。マンション管理受託戸数33万戸、受託管理組合数4,330組合（2025年4月1日時点）。

## 沿革
- 1969年（昭和44年）12月 - 藤和不動産（現・三菱地所レジデンス）管理部より分離独立し、藤和管理株式会社を設立。
- 1988年（昭和63年）11月 - 社名を藤和コミュニティ株式会社に変更。
- 1989年（平成元年）3月 - 三菱地所住宅販売（現・三菱地所リアルエステートサービス）の分譲住宅管理専門会社として、同社全額出資のもとに株式会社ダイヤコミュニティーを設立。
- 1999年（平成11年）4月 - ダイヤコミュニティーの総発行株式数の60%を、三菱地所住宅販売から三菱地所に譲渡。
- 2003年（平成15年）4月 - ダイヤコミュニティーが、商号を三菱地所コミュニティーサービス株式会社に変更。
- 2005年（平成17年）3月 - 三菱地所と藤和不動産が戦略的パートナーシップ構築の目的で業務･資本提携を実施し、三菱地所は藤和コミュニティの総発行株式数の51%を取得。
- 2006年（平成18年）4月1日 - 藤和コミュニティを存続会社として、三菱地所コミュニティーサービスと合併し、商号を三菱地所藤和コミュニティ株式会社とする[1]。
- 2008年（平成20年）12月22日 - 藤和不動産保有の全株式を三菱地所が取得する。
- 2011年（平成23年）
  - 3月31日 - 株式会社ジェイケイコミュニティーの全株式を取得し、完全子会社化する。
  - 4月1日 - 社名を三菱地所コミュニティ株式会社に変更。
  - 12月1日 - 株式会社ジェイケイコミュニティーと合併（吸収合併）。
- 2014年（平成26年）7月1日 - 丸紅グループの丸紅コミュニティ株式会社（三菱地所丸紅住宅サービスに改称）と共同株式移転を行い、持株会社・三菱地所コミュニティホールディングス株式会社を設立。その完全子会社となる。
- 2015年（平成27年）1月1日 - 子会社のMTコミュティスタッフ株式会社を吸収合併。
- 2016年（平成28年）4月1日 - 三菱地所丸紅住宅サービス株式会社を吸収合併。
- 2017年（平成29年）4月1日 - 三菱地所コミュニティ株式会社を存続会社として北海道ベニーエステート株式会社を吸収合併。
- 2020年（令和2年）6月1日 - 新設分割によりイノベリオス株式会社を設立。
- 2021年（令和3年）4月1日 - 株式会社北菱シティサービスより施設管理事業の一部を承継。
- 2025年（令和7年）4月1日 - 三菱地所コミュニティ株式会社を存続会社として、三菱地所コミュニティホールディングス株式会社及びイノベリオス株式会社を吸収合併[2]。